# Anisodes biformis
Anisodes biformis är en fjärilsart som beskrevs av Warren. Anisodes biformis ingår i släktet Anisodes och familjen mätare. Inga underarter finns listade i Catalogue of Life.